# Добо (село)
Добо (кирг. Дөбө) — село в Баткенском районе Баткенской области Кыргызстана. Входит в состав Кара-Бакского айылного аймака.

## География
Село расположено в центральной части области, вблизи государственной границы с Таджикистаном, на расстоянии приблизительно 10 километров (по прямой) к северо-северо-востоку от города Баткена, административного центра области и района.

## История
Населённый пункт получил статус села 21 апреля 2016 года.

## Население
Согласно оценочным данным Национального статистического комитета Кыргызской Республики, численность населения села на начало 2023 года составляла 834 человека.
| год     | 2020 | 2021 | 2023 |
| ------- | ---- | ---- | ---- |
| человек | 681  | 758  | 834  |